# 張志寬
张志宽（?—?），蒲州安邑县（今山西省运城市东北）人。
隋朝末年的时候张志宽的父亲去世，哀痛过度，为州里所称道。王君廓率军掠夺当地，听说他的名声，没有侵犯他的家门，邻里靠他免祸的有百余家。后为里正，到县里称母亲有病，请求回家。县令问情况，他说：“母亲有病，志宽我也有感应。现在我有心痛，知到母亲有病。”县令大怒，以为是妖妄之辞。把他下狱。去打探其母的状况，竟与他所说相同。县令于是安慰他送回去。为母丁忧，负土成坟，在墓侧结庐，手植千余株松柏。唐高祖听说后，遣使祭吊，授他为员外散骑常侍，赐物四十段，表彰其门。

## 延伸阅读
[在维基数据编辑]
 《舊唐書·卷188》，出自刘昫《舊唐書》
 《新唐書·卷195》，出自《新唐書》